# Măcin
Măcin (în turcă Maçin) este un oraș în județul Tulcea, Dobrogea, România. Are o populație de 8.245 de locuitori.
În localitatea Măcin funcționează o parte a Administrației Parcului Național Munții Măcinului.

## Așezare geografică
Orașul Măcin este situat la confluența unităților morfologice fluviul Dunărea cu Munții Măcinului , se afla situat in partea de nord-vest a teritoriului  dintre Dunare si Mare ,in apropierea -12 km-de confluenta dintre Dunarea Veche si cea Noua-punctul Smardan-in parte estica a acestuia,altitudinea medie de 40 m, în vecinătatea Dunării Vechi la vest și a Munților Măcinului (Culmea Pricopanului) la est și nord-est. 
 Este situat la 45grade15`latitudine nordica si 28 grade10`longitudine estica,strajuit in partea de NE de varful Suluc cu o altitudine de 364 m,la SE de vestitele cariere de piatra de la Turcoaia si Iacob-Deal,la V de Dunarea Veche,iar la NV de culmea Urliga.Relieful orașului Măcin se compune din trei forme de relief principale: Munții Măcinului, câmpia marginală și Lunca Dunării. Are acces rutier pe Dunare sau terestru catre Smardan,Braila rutiera in partea de E dinspre Brăila (punctul de trecere cu bacul de la Smârdan), Galați (punctul de trecere cu bacul de la I.C.Brătianu), Tulcea (șoseaua E87) și Constanța.Catre Greci,Cerna,Tulcea si Constanta fluviala in S.Catre Carcaliu,Turcoaia Peceneaga.

## Etimologie
Conform izvoarelor istorice, posibila localizare a "Vicinei" era la Măcin, de unde provenea primul mitropolit al Țării Românești (1359), Iachint de Vicina. Unii istorici, cum ar fi Nicolae Iorga și Gheorghe I. Brătianu, afirmă această ipoteză toponimică.
Odată cu cucerirea Dobrogei de către Imperiul Otoman, Măcinul devine sediu al unei garnizoane otomane, centru de colectare și tranzit al produselor destinate aprovizionării Constantinopolului .
Originea indepartata a acestui asezamant poate fi identificata ca fiind in vechiul ARRUBIUM,nume dat de celti in sec.III î.Hr.unui mai vechi asezamant geto-dacic,al carui nume pe limbajul stramosilor nostri daci nu-l cunoastem inca,dar sigur fiinta asezamantul si numele lui - la data venirii celtilor pe aici.Temei in afirmarea celor de mai sus stau referirile la vremurile vestitului si batranului Dromichetes in care se consemneaza:"Corabiile rezistente,caci erau construite din lemnul de calitate al padurilor carpatine si din esentele anume cultivate,in Muntii Macinului"

## Demografie
Componența etnică a orașului Măcin
     Români (75,95%)
     Romi (5,66%)
     Turci (1,93%)
     Alte etnii (0,97%)
     Necunoscută (15,49%)
Componența confesională a orașului Măcin
     Ortodocși (79,51%)
     Musulmani (1,99%)
     Alte religii (1,08%)
     Necunoscută (17,43%)
Conform recensământului efectuat în 2021, populația orașului Măcin se ridică la 7.248 de locuitori, în scădere față de recensământul anterior din 2011, când fuseseră înregistrați 8.245 de locuitori. Majoritatea locuitorilor sunt români (75,95%), cu minorități de romi (5,66%) și turci (1,93%), iar pentru 15,49% nu se cunoaște apartenența etnică. Din punct de vedere confesional, majoritatea locuitorilor sunt ortodocși (79,51%), cu o minoritate de musulmani (1,99%), iar pentru 17,43% nu se cunoaște apartenența confesională.
|  | Graficele sunt indisponibile din cauza unor probleme tehnice. Mai multe informații se găsesc la Phabricator și la wiki-ul MediaWiki. |

Date: Recensăminte sau birourile de statistică - grafică realizată de Wikipedia

## Politică și administrație
Orașul Măcin este administrat de un primar și un consiliu local compus din 15 consilieri. Primarul, Mihai Duțu[*], de la Partidul Social Democrat, este în funcție din 1 noiembrie 2024. Începând cu alegerile locale din 2024, consiliul local are următoarea componență pe partide politice:
|  | Partid                          | Consilieri | Componența Consiliului | Componența Consiliului | Componența Consiliului | Componența Consiliului | Componența Consiliului | Componența Consiliului |
|  | ------------------------------- | ---------- | ---------------------- | ---------------------- | ---------------------- | ---------------------- | ---------------------- | ---------------------- |
|  | Partidul Social Democrat        | 6          |                        |                        |                        |                        |                        |                        |
|  | Partidul Național Liberal       | 4          |                        |                        |                        |                        |                        |                        |
|  | Partidul Oamenilor Tineri       | 2          |                        |                        |                        |                        |                        |                        |
|  | Alianța pentru Unirea Românilor | 2          |                        |                        |                        |                        |                        |                        |
|  | Alianța Dreapta Unită           | 1          |                        |                        |                        |                        |                        |                        |

## Istoric
Orașul Măcin s-a constituit în apropiere de castrul roman Arrubium, ridicat de romani în vecinătatea unei așezări daco-getice cu nume de origine celtică (de la care a preluat numele). În antichitate, aici a existat un cult al zeului Jupiter Arrubianus, de unde provine numele. Cetatea era cuprinsă în uniunea tribală condusă de Rhemaxos, sau, poate a celei a lui Zyraxes, incluzând și Delta Dunării. După cucerirea Dobrogei de către romani (46 e.n.), Arrubium devine reședința unei unități romane de cavalerie.
În Evul Mediu, orașul poartă numele de Măcin și joacă un rol important în viața economică și administrativă a Dobrogei.
În anul 1388, în timpul voievodului Mircea cel Bătrân (1386-1418), odată cu cucerirea Dobrogei de către Imperiul Otoman, Măcinul a avut un important rol comercial – ca sediu al unei garnizoane otomane, port la Dunăre, punct de vamă și stație pe drumul ce ducea către capitala Imperiului Otoman.
În iarna anilor 1461-1462, Vlad Țepeș conduce o campanie militară împotriva armatei turce peste Dunăre, restabilind controlul românesc asupra Dobrogei.
În toamna anului 1594 și primăvara anului 1595, are loc o incursiune armată a domnitorilor Aron Vodă și Mihai Viteazul, în contextul răscoalei antiotomane a Țărilor Române, în urma căreia fortărețele de la Măcin, Isaccea, Cernavodă, Silistra, Nicopole și Vidin au fost cucerite.
Odată cu declanșarea războaielor ruso-turce, Măcinul a fost în mai multe rânduri implicat în acestea. La 11 octombrie 1771, generalul rus Miloradovici, alungă din Măcin oastea otomană condusă de Abdi Pașa, al carui efectiv se ridica la 7000 de oameni.
La 9 iunie 1877, trupele corpului 14 ale armatei ruse comandat de generalul Zimmerman au început traversarea Dunării în Dobrogea pe la Galați și Reni. Măcinul a fost ocupat la 11 iunie 1877. În timpul acestui război, au avut loc scufundarea cuirasatului turc „Lufti-Djelil”, o importantă navă de război a flotei otomane, de către artileria rusă din Brăila, și atacul din 13-14 mai 1877, când șalupa „Rândunica” comandată de maiorul roman Murgescu, a scufundat pe canalul Măcin canoniera cuirasată „Hivzi-Rahman”.
În anul 1878, în urma Tratatului de la Berlin care aloca Dobrogea României, la 14 noiembrie 1878, o coloană a armatei române și înalte oficialități ale guvernului de la București treceau pe sub un arc de triumf ridicat la Măcin, marcând un moment al întregirii naționale .

## Educație și cultură
În Măcin se află Casa de Cultură "Grigore Kiazim", Biblioteca Orășenească Prof."Ion Buzea", precum și mai multe unități de învățământ .

### Unități de învățământ
Școli generale:
- Școala Generală nr. 1
- Școala Generală "Gheorghe Banea" nr. 2

Licee:
- Liceul Teoretic "Gheorghe Munteanu Murgoci"
- Liceul Tehnologic

Din 1994, Casa de Cultură din oraș, care poartă din 2003 numele maestrului „Grigore Kiazim“, organizează anual festivalul de folclor "In Memoriam Grigore Kiazim".

### Tradiții și obiceiuri
Colindatul este unul dintre obiceiurile care încă se mai păstrează și în nordul Dobrogei. Copiii merg și colindă în dimineața dinaintea sărbătorii de Crăciun, dar și în restul zilei până seara târziu. În Ajunul Crăciunului, în zona Măcinului, tinerii merg cu „Oleleul”, obicei prin care se adună mai mulți tineri, care bat cu talăngile în pământ, așezați în cerc sau semicerc în fața gospodăriilor pe care vor să le colinde. Se spune că, prin acest gest, sunt protejate gospodăriile de spiritele rele. În ajunul Anului Nou se merge cu „Capra”, iar în ziua de Anul Nou se practică Semănatul, copiii mergând din casă în casă pentru a arunca cu boabe de grâu și a le ura toate cele bune gazdelor în noul an. Această tradiție este de bun augur pentru rodul pământului. Tot în ziua de Anul Nou, copiii merg cu Sorcova pe la casele oamenilor, pentru a le ura un an bun și numai bucurii.
Boboteaza, obicei practicat pe 6 ianuarie, constă în recuperarea de către flăcăi a crucii aruncate în apa Dunării, dovedind astfel trecerea lor în rândul bărbaților.

## Economie
Economia orașului Măcin are o structură agrar-industrială. Comerțul se desfășoară prin S.C., asociații familiale sau independente, aceste forme de organizare fiind la nivelul localității de 441 formațiuni, care activează și în sectorul de prestări servicii către populație, după cum urmează: 
- Asociații familiale (A.F.) 29
- Persoane fizice - independenți 55
- Societăți în comandită simplă 2
- Societăți în nume comun (S.N.C.) 60
- Societăți comerciale cu răspundere limitată (S.R.L.) 262

Profil preponderent agrar - cereale, vii (la aproximativ 40 km se află vestita podgorie de la Niculițel).
Tradițiile industriei locale sunt legate de exploatarea pietrei din renumitul "Triunghi al granitului" de reputație europeană: Măcin, Greci, Turcoaia; exploatarea și prelucrarea lemnului, confecții, meșteșuguri tradiționale (împletituri papură, răchită), prelucrări în metal (activitate astăzi decăzută dar cu cooperări la nivel național, în trecut), în domeniul auto și al componentelor pentru utilaje agricole. Cooperativa meșteșugărească "Arrubium" a fost multă vreme (până în 1989 deținătoare a locului I pe țară în producția de confecții textile, mobilier, broderie, lenjerie, etc.).
Actualmente profilul industrial este preponderent reprezentat de confecții.
Importante tradiții în domeniul construcțiilor, în care funcționează, în regim concurențial, 4 societăți private locale .

### Industria
Industria locală s-a dezvoltat în cea mai mare parte în anii comunismului. În prezent industria orașului se confruntă cu probleme din cele mai dificile, de adaptare la exigențele impuse de economia de piață determinate de următoarele motive:
- tehnologiile prezente în intreprinderile locale, care, la nivelul anului 1995, lucrau cu capitalul statului sau al proprietății de grup (cooperativa de consum și meșteșugăreascș), sunt complet depășite, energofage, necompetitive;
- industria nu este adaptată economiei de piață sau, mai bine zis, pieței europene din punct de vedere sortimental și al calității produselor.

În strategia de reformă economică și socială, autoritățile locale și județene plasează industria pe un loc principal deoarece, în cadrul actualei crize a ansamblului producției naționale, se constată preponderența crizei industriale.
Ramurile industriale cele mai dezvoltate la această dată în orașul Măcin sunt: 
- industria usoară - reprezentată prin societăți comerciale cu capital privat străin (italiene, coreene, etc) de confecții textile și tricotaje, în sistem lohn;
- industria minieră - constă în exploatarea la suprafață a granitului din Munții Măcinului;
- industria alimentară - s-a dezvoltat în concordanță cu tendințele și orientările actuale ale economiei de piață și care se bazează, în principal, pe prelucrarea produselor agricole și animaliere;
- industria lemnului - a cărei dezvoltare în viitor este determinată de suprafața și calitatea fondului forestier de esență moale (salcie ți plop) din zonă. Cheresteaua produsă pe teritoriul zonei se exportă în stare brută sau se prelucrează în produse finite (lădițe, boxpaleți) pentru intern și export.

Dezvoltarea micilor afaceri este esențială pentru economia orașului Măcin și a zonei, deoarece starea economică și socială generală este strâns dependentă de succesul afacerilor intreprinzătorilor care contribuie, în mare parte, la realizarea produsului intern brut și oferă noi locuri de muncă.

### Agricultura
Din suprafața totală a orașului, suprafața agricolă este de 8.729 ha, din care suprafața arabilă este de 7.600 ha, pășunile naturale 590 ha, fânețele de 399 ha și vii pe rod 140 ha. Pădurile și alte terenuri cu vegetație forestieră cuprind o suprafață de 83 ha, iar teren neproductiv 73 ha. Din totalul suprafeței arabile sunt irigate 3950 ha, iar structura pe categorii de proprietari se prezintă astfel: 
- gospodăriile populației - 4.150 ha, din care amenajate pentru irigat 1.893 ha;
- societăți comerciale cu capital de stat - 3.485 ha, din care amenajate pentru irigat 2.057 ha;

În urma aplicării prevederilor Legii nr.18/1991 privind fondul funciar, privatizarea s-a făcut prin improprietărirea a numeroase familii cu suprafețe în medie de 2,5 ha, de la 0,5 ha până la 10 ha. Aceste mici proprietăți de pământ nu pot deveni exploatații agricole eficiente decât dupa elaborarea unor noi legi care să permită mișcarea pâmântului în vederea comasării lui în forme organizatorice avantajoase pentru manifestarea tehnologiilor agricole.
Gospodăriile agricole individuale, predominante în agricultura zonei orașului Măcin, au, în medie, o suprafață de 2 ha și un număr redus de animale. Cea mai mare parte a acestora se caracterizează printr-o putere economică redusă și orientarea spre autoconsum.
Efectivele de animale cuprind: 584 capete bovine, 1.787 capete porcine, 10.117 capete ovine și caprine și peste 27.000 de păsări.

### Turism

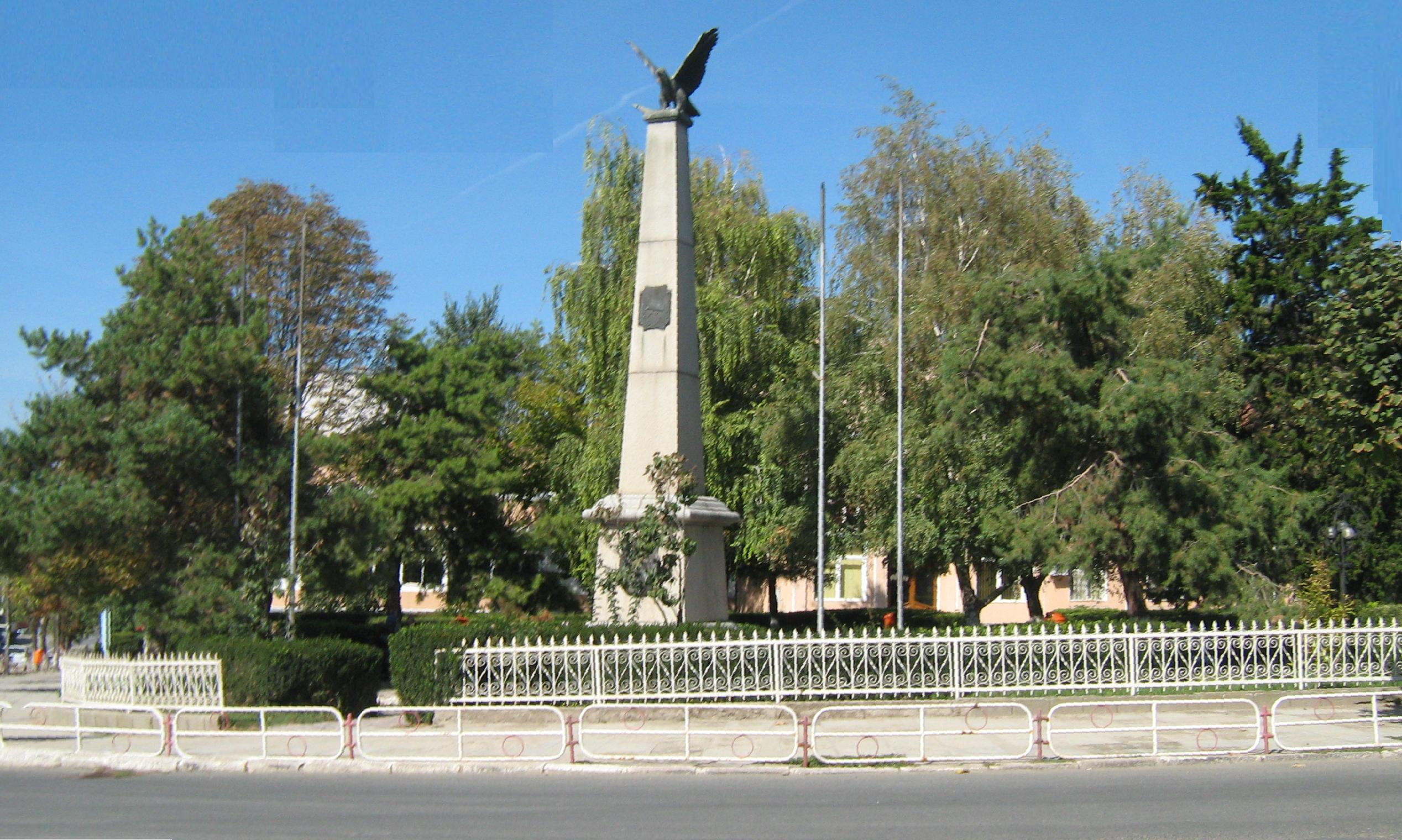
Macin, Monumentul Eroilor

Obiectivele turistice, ușor accesibile, sunt formate din elemente ale potențialului turistic natural (peisaj geografic, rezervații naturale, monumente ale naturii), precum și de elemente ale potențialului turistic antropic (monumente istorice și de arhitectură, obiective culturale și de artă populară).
Până în prezent, turismul este puțin practicat în Munții Măcin, aceștia fiind situați departe de lanțul carpatic, izolați în umbra Deltei Dunării.

### Centrul Național de Informare și Promovare Turistică:
Dezvoltarea turismului este în deplină concordanță cu Orientările Strategice Comunitare, întrucât implementarea acestei axe prioritare contribuie la îmbunătățirea gradului de atractivitate a regiunilor și la crearea de noi locuri de muncă.
Website: https://turism-macin.ro/ro/

#### Potențial turistic natural
- Parcul Național Munții Măcinului
- Vârful Țuțuiatul (Greci) - 467 m
- Vârful Moroianu - 434 m
- Vârful Capusa - 433 m
- Vârful Priopcea - 410 m
- Vârful Sulucul Mare și Culmea Pricopanului - 370 m
- Locul fosilifer Dealul Bujoarele (rezervație naturală geologică)
- Pădurea Valea Fagilor (rezervație naturală botanică)
- Popina Blasova (rezervație naturală) în Balta Brăilei
- Locul numit "Piatra fetii"
- Dunărea veche - Brațul Măcin
- Izvorul de leac din Munții Măcinului
- Broasca țestoasă dobrogeană (monument al naturii)
- Vipera cu corn (cel mai mare șarpe veninos din fauna României)
- Balaurul dobogean (cel mai mare șarpe neveninos din țară-2.6 m)

#### Potențial turistic antropic
- Castrul roman Arrubium - Măcin (secolul I e. n.) - 467m
- Cetățile romane de la Troesmis, lângă Turcoaia (secolele III-IV e.n.)
- Cetatea romano-bizantină Dinogetia, lângă Garvăn (secolul IV)
- Hanul vechi și Geamia Mestan Aga din Măcin (secolul al XVIII)
- Casa memorială "Panait Cerna" (din comuna Cerna)
- Casele cu arhitectura specific dobrogene (la Luncavița, Văcăreni, Garvăn și Jijila)
- Monumentul Eroilor din Măcin
- Popina Blasova (rezervație naturală) în Balta Brăilei
- Mănăstirea din Măcin, cu interior din lemn

Dotările turistice lipsesc în munți, iar cele care există au fost realizate în orașul Măcin. Din punct de vedere turistic, munții Măcinului și întregul ținut vor putea constitui în viitor o zonă atractivă pentru drumeții care doresc odihnă activă datorită realizării Parcului Național Munții Măcin.

#### Popasuri turistice
- Popas Laura (la 10 km de Măcin spre Greci) - funcționează [13]
- "Piatra fetii" (între Smârdan și Macin) - nu mai funcționează
- Culmea Pricopanului (la 5 km de Măcin spre Greci; lângă Lacul Sărat - secat pe timpul verii) - nu mai funcționează
- Căprioara (între Horia și Mircea Vodă) - funcționează
- "La Scapetti" (pe Valea Luncavița - Cetățuia) - funcționează

#### Instituții de cult
- Geamia "Mestan Aga"
- Biserica Ortodoxă Sfinții Arhangheli "Petru și Pavel"
- Biserica Ortodoxă Sfinții Arhangheli "Mihail și Gavriil"
- Biserica Ortodoxă Sfântul Nicolae
- Biserica Ortodoxă Sfinții Mucenici de la Niculițel: Zotic, Atal, Camasie și Filip
- Mănăstirea "Sfântul Nicolae și Sfânta Paraschiva"
- Mănăstirea "Izvorul Tămăduirii"

### Portul industrial Măcin[14]
Portul industrial Măcin are o capacitate de încărcare anuală de 1.000.000 tone, dar, la ora actuală, volumul de activitate se cifrează la 750.000 - 800.000 tone.
Portul Turcoaia face parte integrantă din portul industrial Măcin. Numai portul Măcin are o capacitate de încărcare-descărcare de 500.000 tone, realizându-se annual un volum de 350.000 - 400.000 tone material rulat. Dispune de două macarale de cheu cu o capacitate de 5 tone, iar în caz de necesitate sunt detașate macarale plutitoare.
Dana este situată pe brațul vechi al fluviului Dunăre - Măcin - la km 14. Produsele care sunt vehiculate prin portul industrial Măcin: produse de carieră, cereale, lemne.

## Personalități
- Gheorghe Munteanu Murgoci (1872 - 1925), geolog, mineralog și pedolog român
- Maurice Samuel (1895 - 1972), romancier și traducător britanic și american de origine evreiască
- Grigore Kiazim (1913 - 1989), lăutar, cântăreț de cobză și mandolină
- Gabriel Caramarin n. 1977, jucător de fotbal FC Național, FC Timișoara
- Gheorghe Banea (1891 - 1967), prozator

## Orașe înfrățite
- Blaye, Franța [15]